# Diapria nigricornis
Diapria nigricornis är en stekelart som beskrevs av Thomson 1858. Diapria nigricornis ingår i släktet Diapria, och familjen hyllhornsteklar. Arten är reproducerande i Sverige.